# Manulea
Manulea, biljni rod iz porodice Scrophulariaceae (strupnikovke), dio je tribusa Limoselleae, potporodica Scrophularioideae. 
Sastoji se od 71 vrste zeljastog jednogodišnjeg bilja i trajnica u južnoj Africi. Tipična je Manulea cheiranthus (L.) L.

## Ime
Latinsko ime roda Manulea u botanici znači 'mala šaka' aludirajući na oblik vjenčića sa svojih 5 režnjeva.

## Vrste
1. Manulea acutiloba Hilliard
2. Manulea adenocalyx Hilliard
3. Manulea adenodes Hilliard
4. Manulea altissima L. fil.
5. Manulea androsacea E.Mey. ex Benth.
6. Manulea annua (Hiern) Hilliard
7. Manulea arabidea Schltr. ex Hiern
8. Manulea aridicola Hilliard
9. Manulea augei (Hiern) Hilliard
10. Manulea bellidifolia Benth.
11. Manulea buchneroides Hilliard & B.L.Burtt
12. Manulea burchellii Hiern
13. Manulea caledonica Hilliard
14. Manulea cephalotes Thunb.
15. Manulea cheiranthus (L.) L.
16. Manulea chrysantha Hilliard
17. Manulea cinerea Hilliard
18. Manulea conferta Pilg.
19. Manulea corymbosa L.fil.
20. Manulea crassifolia Benth.
21. Manulea decipiens Hilliard
22. Manulea derustiana Hilliard
23. Manulea deserticola Hilliard
24. Manulea diandra Hilliard
25. Manulea dregei Hilliard & B.L.Burtt
26. Manulea dubia (Skan) Overkott ex Roessler
27. Manulea exigua Hilliard
28. Manulea flanaganii Hilliard
29. Manulea florifera Hilliard & B.L.Burtt
30. Manulea fragrans Schltr.
31. Manulea gariepina Benth.
32. Manulea gariesiana Hilliard
33. Manulea glandulosa E.Phillips
34. Manulea incana Thunb.
35. Manulea juncea Benth.
36. Manulea karrooica Hilliard
37. Manulea latiloba Hilliard
38. Manulea laxa Schltr.
39. Manulea leiostachys Benth.
40. Manulea leptosiphon Thell.
41. Manulea linearifolia Hilliard
42. Manulea minor Diels
43. Manulea minuscula Hilliard
44. Manulea montana Hilliard
45. Manulea multispicata Hilliard
46. Manulea namibensis (Roessler) Hilliard
47. Manulea nervosa E.Mey. ex Benth.
48. Manulea obovata Benth.
49. Manulea ovatifolia Hilliard
50. Manulea paniculata Benth.
51. Manulea parviflora Benth.
52. Manulea paucibarbata Hilliard
53. Manulea pillansii Hilliard
54. Manulea platystigma Hilliard & B.L.Burtt
55. Manulea plurirosulata Hilliard
56. Manulea praeterita Hilliard
57. Manulea psilostoma Hilliard
58. Manulea pusilla E.Mey. ex Benth.
59. Manulea ramulosa Hilliard
60. Manulea rhodantha Hilliard
61. Manulea rigida Benth.
62. Manulea robusta Pilg.
63. Manulea rubra (P.J.Bergius) L.fil.
64. Manulea schaeferi Pilg.
65. Manulea silenoides E.Mey. ex Benth.
66. Manulea stellata Benth.
67. Manulea tenella Hilliard
68. Manulea thysiflora L.fil.
69. Manulea tomentosa (L.) L.
70. Manulea turritis Banks ex Benth.
71. Manulea virgata Thunb.